# Hana Burešová
Hana Burešová (* 25. února 1959, Praha) je česká divadelní režisérka. Od r. 1996 působí jako režisérka a umělecká šéfka pražského Divadla v Dlouhé.
Absolvovala činoherní režii na pražské DAMU (1983), se svým stálým dramaturgem a manželem Štěpánem Otčenáškem realizovala své první inscenace pod značkou DDT (Družstvo divadelní tvorby) v pražském Klubu v Řeznické. 1988–92 byla v angažmá ve Středočeském divadle Kladno – Mladá Boleslav, 1992–95 v pražském Divadle Labyrint. Od roku 1996 je členkou uměleckého vedení Divadla v Dlouhé (společně se Štěpánem Otčenáškem, do roku 2017 s Janem Bornou, v letech 2016–2022 s Martinem Kukučkou a Lukášem Trpišovským). Pohostinsky pracovala i v dalších divadlech (Národní divadlo, Divadlo na Vinohradech, Divadlo Na zábradlí, Činoherní studio Ústí nad Labem, Divadlo Ungelt, Viola, Divadlo M. Držiče Dubrovník, pravidelně hostuje v Městském divadle Brno). 
Pro režijní tvorbu Hany Burešové je příznačná široká žánrová a stylová pestrost. Její divadelně invenční režie se vyznačují velkým citem pro styl, schopností sdělit obsah hry nezaměnitelnou formou, jež přísně vychází z poetiky předlohy. Upřednostňuje uvádění dosud nehraných či málo známých her starších autorů, které většinou adaptovala se Š. Otčenáškem. Dosud (ke konci sezony 2022/23) vytvořila na 80 inscenací (z toho 38 v české premiéře) a 6 rozhlasových adaptací divadelních her.
Celoživotně byla bez politické příslušnosti.

## Profesní životopis
Dětství a mládí
Narodila se v Praze, dětství prožila na Smíchově a dospívání v Košířích. Absolvovala ZŠ s rozšířenou výukou angličtiny a poté gymnázium Na Zatlance. Od dětství ráda četla, vedle dětských knih nejčastěji Boženu Němcovou a dobrodružné či dívčí romány, ale i dramata, Shakespeara, Molièra či antiku. Od 8 let zkoušela psát rozličné povídky, básně a hry. Ve 12 letech založila ve třídě divadlo Sundrop a spol., kde hrála a režírovala mj. vlastní hry a skeče (např. frašku Manželství na tři facky, s níž vyhrála literární soutěž smíchovského Domu kultury). V té době také začala navštěvovat pražská divadla, soustavně zejména Realistické divadlo na Smíchově, kde dokonce krátce statovala. Zde ji nadchly především režie Luboše Pistoria.  Vzhledem k od dětství budovanému zájmu o četbu a folklór uvažovala o studiu etnografie či knihovnictví, ale divadlo ji přitahovalo nejvíce. Od 15 let docházela do dramatického kroužku LŠU k herečce Jiřině Steimarové, která ji přivedla na myšlenku studovat režii. Víceméně náhodou ji objevil režisér Jiří Menzel a obsadil do filmu Báječní muži s klikou. I když k herectví ji tato příležitost zpět nepřilákala, získala tu cenné poznatky o natáčení a mohla při práci sledovat výtečné přední umělce. Po maturitě (1978) byla (na odvolání) přijata na studium režie pražské Divadelní fakulty AMU do ročníku režiséra Evžena Sokolovského. V r. 1980 se seznámila se Štěpánem Otčenáškem (dále Š.O.), absolventem divadelní vědy a bohemistiky FFUK, který se v r. 1982 stal jejím manželem a nejbližším spolupracovníkem, poradcem a dramaturgem, s nímž připravila (a textově upravila) valnou většinu svých inscenací.
První režie
Jako své první mimoškolní inscenace připravila (se Š.O. jako dramaturgem) r. 1982 pro nově otevřený divadelní Klub v Řeznické futuristickou buffonádu Anatola Sterna Výrobce bomb a poté baladické drama Antonína Přidala Pěnkava s Loutnou. V r. 1983 absolvovala DAMU inscenací vlastní montáže z českých lidových her o narození a umučení Ježíše Krista, kvůli cenzuře nenápadně nazvané Hra lidová, kde se potkala s choreografkou Danielou Stavělovou, s níž později spolupracovala na dvou pořadech amatérského folklórního souboru Rustica. Hra lidová byla uvedena na festivalu studentských divadel v italské l´Aquille. Po absolutoriu DAMU byla přijata na stipendijní studijní stáž v Činoherním klubu, kde asistovala režisérům Ivo Krobotovi (Marianniny rozmary) a Ladislavu Smočkovi (Les). V té době se Š. O. a svými hereckými vrstevníky vytvořila pod značkou DDT (Družstvo divadelní tvorby) pro Klub v Řeznické další inscenace – Holbergovu hořkou komedii Jeppe z kopečku (1983) a Strindbergovo drama Slečna Julie (v hl. rolích s Danou Batulkovou a Davidem Prachařem, 1984) a po narození syna Jakuba (1984) ještě adaptaci Grabbeho hry Žert, satira ironie a hlubší význam (s herci divadla Sklep a Vpřed; 1986), která byla uvedena na festivalech v Hradci Králové (1987) a Prešově (1988). Znavená poloamatérskými podmínkami realizace i obtížemi s agenturami PKS a SKKS při schvalování těchto inscenací, přijala posléze nabídku dramaturga Jana Cziviše k pohostinskému nastudování Šotolovy hry Možná je na střeše kůň (1987) v Divadle J. Průchy Kladno – Mladá Boleslav. Spolu se Š.O. hostovala také v Činoherním studiu Ústí n/Labem, kde si schvalovací obtíže zopakovali s absurdní satirou Karola Horáka Medzivojnový muž, kterou uvedli (dle názvu jedné z písní skupiny Vltava, které byly v inscenaci užity) pod názvem My tě tu písničku naučíme (1987). V r. 1988 se Š.O. připravila Kainarovu satiru Ubu se vrací, v hlavní roli s Leošem Suchařípou, která se hrála ve Viole a později v Klubu v Řeznické.
První angažmá - Kladno
Na jaře 1988 přijala angažmá v kladenském divadle, kde našla dobré technické zázemí i spřízněné spolupracovníky (např. dramaturgy Jana Cziviše, Karolu Štěpánovou, herce Jaroslava Němečka, Otakara Brouska ml., Čestmíra Gebouského, Hanu Pastejříkovou, Svatavu Hubeňákovou, Jiřího Wohanku, Miroslava Hanuše, Nelu Boudovou, Danu Černou, Luďka Čtvrtlíka aj.).
Inscenovala tu komedii M. Frayna Bez roucha (1988), ironické drama F. Dürrenmatta Play Strindberg (1989) a také hravou operetu F. Hervé, H. Meilhaca a A. Millauda Mam'zelle Nitouche (1989), namísto jejíž premiéry (18. 9.) vstoupilo celé kladenské divadlo do stávky kvůli policejnímu zásahu proti studentům na Národní třídě. Další celosouborovou prací v režii a úpravě H.B. byla objevná lidová hra F. Vodseďálka Mojžíš (1990), v titulní roli s Pavlem Buchvaldkem a s hudbou Petra Skoumala, v níž nebývale rezonovalo společensky aktuální téma a sousedskému divadlu blízká ansámblová souhra. Následovala konverzační komedie George Bernarda Shawa Člověk nikdy neví (1990) a divácky úspěšná vlastní adaptace hudební retro komedie podle Jaroslava Žáka Škola základ života (1991). Široké odezvy se dočkala i její inscenace „činoherní buffo-opery“ Lazebník sevillský, inspirovaná komediií dell´arte ve výpravě Davida Marka. Za scénář, spojující Beaumarchaisovu komedii s operou Gioacchina Rossiniho, obdržela Cenu Českého literárního fondu (1992).
Labyrint
V té době pracovala se Š.O. na přípravě inscenace Don Juan a Faust, dosud nehrané bizarní tragédie Ch. D. Grabbeho, kterou se otevíral studiový sklepní prostor divadla Labyrint (bývalého Realistického, dnes Švandova divadla). Ještě během zkoušek Burešová i Otčenášek (do té doby zaměstnaný jako divadelní vědec při ČSAV) přijali v Labyrintu angažmá a brzy po premiéře (v září 1992) sem na velké jeviště přenesli z Kladna inscenaci Lazebníka sevillského i s několika herci (např. Miroslavem Hanušem jako Figarem), kteří doplnili zdejší (po rekonstrukci smíchovského divadla) značně prořídlý soubor. Obě tyto inscenace zaznamenaly mimořádný ohlas jak u kritické obce, tak u diváků. Don Juan a Faust (ve výpravě Karla Glogra a v hlavních rolích s Karlem Rodenem a Miroslavem Táborským) byl kritiky zvolen inscenačním počinem roku 1992 a získal tak historicky první Cenu Alfréda Radoka. Burešová v tom roce bodovala i na dalších pomyslných „medailových“ pozicích této nové ankety – na druhém místě se umístil její Lazebník sevillský a na třetím inscenace dvou zapomenutých dryáčnických aktovek Františka Ferdinanda Šamberka Boucharón/Já mám příjem! (1992). Dalším počinem H.B. v Labyrintu byla česká premiéra dramatického oratoria T. S. Eliota Vražda v katedrále (1993). Pro posílení návštěvnosti nastudovala Burešová novou verzi své a Žákovy Školy základ života (1994). Po konfliktu s vedením divadla (ředitel Karel Kříž, dramaturgyně Vlasta Gallerová aj.), který vyústil v nepříjemnou kauzu, odchází v závěru sezóny 1994/95 Burešová a Otčenášek s herci M. Hanušem, M. Táborským, J. Wohankou, L. Čtvrtlíkem, Tomášem Turkem a Ilonou Svobodovou z Labyrintu na „volnou nohu“.
Intermezzo
V průběhu roku 1995 hostovali Burešová s Otčenáškem ve „zlaté kapličce“ ND, kde uvedli v české premiéře Calderónovo duchovní drama Zázračný mág (v hl. rolích s Karlem Rodenem, Ladislavem Mrkvičkou a Zuzanou Stivínovou) a o půl roku později zde Burešová režíruje Verdiho operu Rigoletto (s dirigentem Oliverem Dohnányim a v hl. roli s Ivanem Kusnjerem, 1995). V téže sezóně využila velkorysou nabídku Doubravky Svobodové a Petra Lébla hostovat s herci, kteří s ní opustili Labyrint, v Divadle Na zábradlí, kde nastudovali volně podle Molièrových doktorských komedií a textů komedie dell´arte inscenaci Létavý lékař aneb Proměny Harlekýnovy (1996). V té době se H.B. a Š.O. (na radu teatrologa Petra Pavlovského) spojili s Janem Bornou a herci, s nimiž založil Dejvické divadlo (Jan Vondráček, Pavel Tesař, Martin Matejka, Martin a Lenka Velikých, Michaela Doležalová, Čeněk Koliáš, Ivana Lokajová, Peter Varga), a spolu s produkční Danielou Šálkovou (dříve ekonomickou šéfkou Labyrintu) se v únoru 1996 přihlásili do konkursu na Divadlo Na Starém Městě (bývalé Divadlo Jiřího Wolkera). Konkurs vyhráli a od srpna 1996 nastoupili se svými herci do tohoto divadla, které přejmenovali podle názvu ulice, v níž se nachází, na Divadlo v Dlouhé (dále DvD).
Divadlo v Dlouhé
Spojením dvou režijních osobností a hereckých skupin, z nichž ta Burešové měla klasické činoherní vzdělání a Bornova absolvovala loutkářskou, resp. alternativní větev DAMU, vznikl nejenom ojedinělý herecký soubor, ale svou pestrostí i ojedinělá, široce a velkoryse rozvržená koncepce divadla. Ta počítala s překračováním žánrů, s častým využíváním hudby, zpěvu a všech divadelních složek, od velké činohry po rozličné menší a komornější produkce, od klasických her po adaptace prózy či rozličné kabarety, s cílem oslovovat co nejširší divácké spektrum, tj. jak původní publikum tohoto prostoru, děti a mládež, tak dospělé, pro které dřívější divadlo nehrálo. Úkolem tedy bylo i naučit do nově vzniklého a poměrně dost velkého divadla (až 450 míst) chodit lidi. Výhodou obou skupin bylo, že jednak v té době již doznívala divácká krize z porevolučních let, ale především, že si z minulých působišť mohly obě skupiny přenést několik inscenací, které také měly již své fanoušky. V prvním roce se soustředila práce jednak na okamžité vytvoření vlastního repertoáru přenesením starších inscenací a zároveň na tvorbu nových premiér, na nichž se měly poznat oba soubory a které měly do značné míry i vymezit onen žánrový a divácký rozsah: premiéra Bornova a Skoumalova Kdyby prase mělo křídla (1996) a Burešové obnovené nastudování Školy základ života (1996) daly vysokou laťku produkcím pro děti a mládež a ukázaly i výjimečnou hravost a hudebnost souboru a premiéra Topolova Konce masopustu (1997), který Burešová s některými rozezkoušela již dříve v Labyrintu, odstartoval zase linii vážných společensko-kritických souborových inscenací. Miroslav Táborský jako Jindřich získal Cenu A. Radoka za mužský herecký výkon roku 1997. Zároveň Burešová v Dlouhé obnovila inscenace Lazebník sevillský, Létavý lékař a Don Juan a Faust, která se hrála na forbíně divadla s diváky sedícími na jevišti.
V téže sezóně uvedla H.B. se Š. O. a studenty druhého ročníku herectví J. Borny při KALD DAMU (jako semestrální práci na téma komedie dell´arte) další dramaturgický objev, operu V. Righiniho a N. Porty Kamenný host aneb Prostopášník (hrána v Dejvickém divadle, 1997).
Dalších pár sezón se Burešová věnovala výhradně práci v Divadle v Dlouhé, kde se postupně rozšířil herecký soubor (o Vlastimila Zavřela, Naďu Vicenovou, Kláru Sedláčkovou a posléze Jaroslavu Pokornou) a kromě ní a J. Borny hostoval zde také každoročně vždy jeden režisér a pravidelně i někteří herci. Uvedla Crommelynckova Velkolepého paroháče (1997) v titulní roli s Karlem Rodenem j.h., který získal Cenu A. Radoka za nejlepší mužský výkon roku 1997 a inscenace obdržela hlavní cenu Zlomené závory na festivalu v Českém Těšíně. Následovaly komedie Marca a Labiche Sýr, sýr! aneb Lov na havrany (1998) a Nestroyova tragická fraška Opice a ženich (1999) a konečně delší dobu připravované výpravné Obrazy z Francouzské revoluce (2000), náročný celosouborový projekt, který v rozličných žánrových polohách a částečně i s živou hudbou mapoval celé pětileté období Velké francouzské revoluce se všemi jeho dramatickými i groteskními zvraty. Nadšenou odezvu nejen čtenářů Terryho Pratchetta, ale i samotného autora, vyvolala inscenace – opět se scénou K. Glogra a kostýmy Samihy Maleh – Soudné sestry (2001) v hlavních rolích s N. Vicenovou, J. Pokornou a K. Sedláčkovou. Uměleckým vyvrcholením první „pětiletky“ DvD se stala opět celosouborová inscenace Dostojevského románu Běsi, které H.B. se Š.O. adaptovala s přihlédnutím k dramatizaci A. Camuse. Marie Málková za roli Stavroginové získala Cenu A. Radoka za nejlepší ženský výkon v roce 2002; nominováni byli i další tvůrci (např. scénograf Milan David) a celkově se inscenace umístila na 3. příčce.
Takřka vzápětí se však Divadlo v Dlouhé, kvůli totálnímu zaplavení jeviště, hlediště i skladových prostor při povodních v létě 2002, ocitlo na celý rok v rekonstrukci. Soubor hrál na zájezdech či v pronájmech v několika pražských divadlech, kde nazkoušel i nové inscenace. Burešová se podílela na vzniku zájezdových Mokrých písní z Dlouhé (2002) v režii J. Borny a také nastudovala nostalgickou železničářskou komedii R. Levínského (alias S. Königgratze) Ještě žiju s věšákem, čepicí a plácačkou (2003) s herci DvD ve Švandově divadle na Smíchově; v jeho Studiu se také uskutečnila derniéra inscenace Don Juan a Faust, která zde měla před deseti lety premiéru.
Mezi Prahou a Brnem
V roce 2003 přijala Burešová nabídku k hostování v Městském divadle Brno (MdB), kde se vrátila (tentokrát s živým orchestrem pod vedením Dana Kalouska a výpravou K. Glogra a S. Maleh) k Righiniho buffo opeře Kamenný host aneb Prostopášník, která byla oceněna na pardubickém GRAND Festivalu smíchu cenou Komedie roku 2003. S herci Igorem Ondříčkem, Viktorem Skálou, Janem Mazákem, Alenou Antalovou a dalšími se poté setkávala skoro každoročně při tvorbě dalších inscenací v tomto divadle, které se tak stalo na dvacet let téměř její další domovskou scénou. Režírovala zde ovšem jen jako host, protože přitom stále působila společně se Š.O. a J. Bornou (v té době už vážně nemocným) jako umělecká šéfka a režisérka Divadla v Dlouhé.
Na jeho nově zrekonstruované scéně uvedla intelektuální kabaret Georga Taboriho Goldbergovské variace (2004) v hlavních rolích s M. Hanušem a M. Táborským a dále Goldoniho komedii Lhář (2005). Za ztvárnění role Lelia získal Jan Vondráček Cenu A. Radoka za mužský herecký výkon roku 2005 a Cenu za nejlepší mužský výkon na pardubickém GRAND Festivalu smíchu.  
Mezitím v Brně se Š.O. vytvořila několik, dramaturgii Městského divadla se spíše vymykajících titulů: Calderónovo duchovní drama Znamení kříže (2005), v hlavních rolích s Helenou Dvořákovou a Petrem Štěpánem, se umístilo na 2. místě v Cenách A. Radoka a Vladimír Franz získal cenu za nejlepší hudbu.  Dále inscenovala melancholickou komedii H. von Kleista Amfitryon (2006) jako melodram s hudbou V. Franze, za niž dostal další Cenu A. Radoka. Velký úspěch u diváků i kritiky přinesla následující celosouborová inscenace historického dramatu D. Merežkovského Smrt Pavla I. (2007) ve výpravě Tomáše a Zuzany Rusínových. Inscenace získala Cenu A. Radoka, stejně jako V. Franz za hudbu a Erik Pardus za ztvárnění titulní role obdržel Cenu Thálie i Cenu A. Radoka.
V Dlouhé jako pokračování Soudných sester H.B. realizovala se Š.O. se stejným tvůrčím týmem dramatizaci další knihy T. Pratchetta, ve které pod názvem Maškaráda čili Fantom Opery (2006) hrál opět celý soubor. Inscenace získala několik cen na GRAND Festivalu smíchu v Pardubicích, za roli Anežky Nulíčkové byla oceněna i nová posila souboru, H. Dvořáková. Jako další českou premiéru připravila Burešová s Otčenáškem ve spolupráci s překladatelkou Evou Stehlíkovou, výtvarníky D. Markem a Hanou Fischerovou a skladatelem P. Skoumalem Senekovu komorní tragédii Faidra (2007), která byla uváděna v DvD s diváky na jevišti, ale zahrála se i v antickém divadle pro 1000 diváků na mezinárodním festivalu v albánském Butrintu. H. Dvořáková za roli Faidry získala Cenu A. Radoka. Burešová v Dlouhé dále uvedla s H. Dvořákovou, Miloslavem Königem, K. Sedláčkovou-Oltovou a Markem Němcem Marivauxovu hořkou komedii Experiment (2008) a dosud nehrané Calderónovo drama cti jako thriller o mužském šovinismu Lékař své cti (2009), které pro DvD přeložil Vladimír Mikeš. Hlavní představitelé, H. Dvořáková a M. Táborský, obsadili 2.místo v Cenách A. Radoka, stejně jako celá inscenace. Pro H.B. a Š.O. přeložil Roman Císař dvojici aktovek G. Feydeaua Dáváme děťátku klystýr/„Kašlu na to!“ řekla Hortenzie (2010), kde Pavel Tesař jako Follbraguet získal ocenění na GRAND Festivalu smíchu za nejlepší mužský herecký výkon.  Š.O. inicioval také nový překlad od V. Mikeše pro duchovní drama P. Claudela Polední úděl (2011). V inscenaci, hrané na forbíně DvD s diváky na jevišti, podala spolu s herci M. Němcem, M. Hanušem a M. Táborským nezapomenutelný výkon v roli Ysé H. Dvořáková a byla oceněna Cenou Thálie, Cenou Divadelních novin i Cenou A. Radoka, kterou získal také Martin Černý za nejlepší scénu. Inscenace se umístila na 1. místě v Anketě Divadelních novin a na portálu i-divadlo.cz a získala i Cenu A. Radoka.
Na popud ředitele S. Moši vytvořili Burešová s Otčenáškem pro MdB novou dramatizaci románu Tři mušketýři (2008), v níž se montážním způsobem prolínaly vzpomínky na dětství H.B. v pavlačovém domě se známým příběhem Alexandra Dumase st. Celosouborové inscenaci dominovala hudba Beatles, šermířské choreografie Josefa Juráska a energický výkon Michala Isteníka v roli d´Artagnana. Českou premiéru zde měla také absurdní klaunérie Thomase Bernharda Síla zvyku (2009), kde v hlavní roli exceloval Jan Mazák. V r. 2010 Burešová zopakovala v MdB  Žákovu Školu základ života (2010) ve své adaptaci (kterou od doby pražské premiéry uvedla řada profesionálních i amatérských scén) a inscenace se stala Komedií roku na pardubickém GRAND Festivalu smíchu. V MdB si zopakovala i lidovou hru Mojžíš (2011), přičemž zde – na rozdíl od původní kladenské inscenace – hrál Skoumalovu hudbu živý orchestr, a v následujícím roce 2012 uskutečnila téměř „recyklační“ výměnu dvou titulů mezi Prahou a Brnem (i s částmi dekorací a kostýmů, jelikož na své původní scéně byly zderniérovány): Se souborem DvD a M. Němcem jako d´Artagnanem nastudovala v Praze zkrácenou verzi svých Tří mušketýrů a v brněnském Městském divadle – tentokrát s diváky v hledišti – zase Faidru s hostující protagonistkou H. Dvořákovou.
K duchovní tematice se Burešová vrátila v DvD r. 2013, kdy uvedla v české premiéře Ghelderodův groteskně pašijový horor Slečna Jairová v titulní roli s Magdalenou Zimovou s hudbou V. Franze. Morbidní téma nemožnosti umřít se v témže roce objevilo i v její inscenaci společensko-kritické absurdní komedie M. Walsera v MdB, Všemocný pan Krott (2013). V DvD poté realizovala oblíbenou Shakespearovu komedie Mnoho povyku pro nic (2014) v hl. rolích s M. Němcem a H. Dvořákovou (již později adekvátně nahradila mladá posila souboru, E. Hacurová). V MdB uvedli H.B. se Š.O. v době anexe Krymu svou tematicky aktuální dramatizaci Gogolových Mrtvých duší (2014) ve výpravě manželů Rusínových a s hudbou Petra Hromádky. M. Isteník za ztvárnění Čičikova získal Cenu Thálie. V závěru roku 2014 vzdala H.B. s herci DvD hold Alfrédu Radokovi dokumentárním pořadem Případ Radok, uvedeném v rámci oslavy 100. výročí narození tohoto vynikajícího divadelního i filmového režiséra v divadle Archa.
Dále H.B. se Š.O. připravili adaptaci své oblíbené hry Ladislava Klímy, Lidská tragikomedie (2015), v níž pětici bývalých spolužáků v groteskní nadsázce ztvárnili J. Vondráček, M. Hanuš, M. Táborský, M. Matejka a M. Němec. Navzdory nevelké známosti titulu se inscenace setkala s nečekaným diváckým zájmem a v Cenách A. Radoka skončila na 2. místě. Získala také Cenu odborné poroty na GRAND Festivalu smíchu a J. Vondráček tamtéž ocenění za nejlepší mužský výkon, stejně jako v anketě portálu i-divadlo, kde i celá inscenace získala titul Nejlepší inscenace roku 2015.  V následujícím roce napsali Burešová s Otčenáškem dramatizaci Gončarovova románu Oblomov (2016), přičemž z Brna pozvali k hostování v titulní roli M. Isteníka. V MdB v témže roce uzavřeli pomyslnou trilogii kritických komedií německy píšících autorů Dürrenmattovou hrou se zpěvy Frank V. (2016), do třetice v hl. roli s J. Mazákem. V dalších letech H.B. v Brně ještě uvedla současnou komedii R. Levínského Dotkni se vesmíru a pokračuj (2019) v hl. roli s P. Štěpánem, který získal cenu za nejlepší mužský výkon na GRAND Festivalu smíchu v Pardubicích (a H.B. tamtéž cenu za režii) a posléze zazářil i v další Burešové režii v MdB jako Macheath v Havlově Žebrácké opeře (2019).
Práce jinde
Burešová pohostinsky nastudovala Žebráckou operu již za života V. Havla, a to v chorvatském Dubrovníku v r. 2001. Byla to jediná její zahraniční režie, neboť, jak přiznala v několika rozhovorech, netoužila měnit prostředí a stále se seznamovat s novými herci, a proto odmítla několik dalších zahraničních i mnoho tuzemských nabídek do jiných divadel. Nejraději opakovaně pracovala s herci, s nimiž si našla společnou řeč, tam, kde se mohla opřít nejen o herecké osobnosti, ale i kolektivního ducha a týmovou souhru souboru, která se však musí většinou budovat delší dobu a daří se jí vždy lépe spíš v menších divadlech. I proto několikrát odmítla i výzvu ucházet se (příp. i se Š.O.) o post uměleckého vedení Národního divadla – pohostinsky zde režírovala celkem 3x, naposledy ve Stavovském divadle inscenovala se Š.O. Molièrova a Lullyho Pána z Prasečkova (2012), divácky úspěšnou komedii v hl. roli s Václavem Postráneckým a s doprovodem živé hudby v provedení Václava Lukse a části jeho Collegia 1704. Jednou hostovala ve Vinohradském divadle, kde inscenovala Shakespearova Macbetha s Jiřím Dvořákem v titulní roli (2004). Několik her však režírovala v malém soukromém divadle Ungelt, které staví na hostujících hereckých osobnostech: Jak vraždili sestru Charlie (s Alenou Vránovou v hlavní roli, 2000), Play Strindberg (s Jiřím Lábusem a Chantal Poullain, 2003), Láska a porozumění (s Richardem Krajčem a Davidem Švehlíkem, 2004) a Niekur (s H. Dvořákovou a Miroslavem Etzlerem, 2008).
Burešová také režírovala několik rozhlasových inscenací, nejčastěji šlo o převody jejích divadelních inscenací, výjimkou byl Tartuffe (2006; s hudbou Víta Zouhara s J. Lábusem, Jiřím Štěpničkou a Taťánou. Medveckou v hl. rolích).
V letech 2011-2016 H.B.  a Š.O.také externě vyučovali na činoherní katedře DAMU a spolu s J. Burianem, J. Korčákem a J. Kudláčkovou přivedli k absolutoriu jeden ročník studentů režie-dramaturgie. Výzvu pokračovat ve výuce dalšího ročníku ale odmítli s tím, že bylo pro oba náročné skloubit svou divadelní praxi s kvalitní výukou.
V Dlouhé po dvaceti letech
S přibývajícím rozdělováním české společnosti a jako pokračování dramaturgické linie her o českém charakteru realizovala H.B.  prakticky s celým souborem DVD, doplněným navíc o hosty, Jiráskovu Lucernu (2017) s podtitulem „český mýtus“, k níž scénu navrhl D. Marek a kostýmy H. Fischerová. Inscenace získala 1. místo v Cenách divadelní kritiky (dříve Ceny A. Radoka), stejně jako v anketách i-divadlo a i-dnes a E. Hacurová uspěla s přihlédnutím k roli Kněžny jako Talent roku 2017.
Začátkem r. 2017 zemřel po vleklé nemoci Jan Borna, spoluzakladatel, člen uměleckého vedení a režisér DvD (proslulý především vynikajícími inscenacemi pro děti a celé rodiny). Ještě v r. 2016 však společně s D. Šálkovou, Š. Otčenáškem a H. Burešovou oslovil režijní tandem SKUTR, tj. Martina Kukučku a Lukáše Trpišovského, k pohostinské režii a následné roli spolu-šéfů. Od r. 2017 tedy SKUTR společně s H.B. a Š.O. působili v uměleckém vedení a během 5 let zde vytvořili 6 nových inscenací. Zároveň pomohli doplnit herecký soubor, z něhož část herců postupně odešla (z různých důvodů) na „volnou nohu“, o mladší členy, s nimiž také hned začala pracovat i Burešová. K uvedení Sofoklovy Élektry (2018), kterou sama přeložila podle filologického překladu Aleny Sarkissian, ji inspiroval talent E. Hacurové (jejíž Élektru v anketě portálu i-divadlo.cz ocenili diváci jako nejlepší ženský výkon roku), ale i Marie Poulové a Pavla Neškudly, které pak v následující sezóně obsadila do hlavní dvojice v inscenaci Otčenáškovy novely Romeo, Julie a tma (2019), zacílené především na mladé diváky.
Jako všechna divadla se i DvD potýkalo mezi roky 2020 a 2022 s neobvyklou situací, již vyvolala pandemie covidu. Ta poznamenala i zkoušení nových inscenací Burešové, která se musela z důvodů lockdownů přerušovat a posouvat, jako byla Fraynova komedie Bez roucha (2020) či vizionářská hra dosud nehraného J. Greena Zítřek se nekoná (2021).
Jako první žena v devatenáctileté historii udílení ministerských cen za přínos v oblasti divadla obdržela Hana Burešová v r. 2021 Cenu ministra kultury (za „moderní přístup k dramatickému textu, za vnitřně soudržné rozvíjení vlastního režijního stylu a za úspěšné umělecké vedení ansámblového divadla, ve kterém se svým týmem dokázala oslovit generačně různorodé publikum" ). Na konci sezóny 2021-22 hodlala v uměleckém vedení DvD již skončit, jako to učinil už Š.O., ale na podzim r. 2021 se L. Trpišovský s M. Kukučkou rozhodli zúčastnit konkursu na náhle uvolněnou pozici uměleckého šéfa ND. Tu opravdu získali, a tak od r. 2022 zůstala H.B.  uměleckou šéfkou DvD sama a s pomocí dramaturga Š.O. personálně zajistila umělecký program na další dvě sezóny s důvěrou, že divadlo najde v dohledné době nového šéfa a tým, který je nahradí a divadlo obohatí o nové spolupracovníky i projekty. Jako zatím svoji poslední inscenaci v DvD připravila v rámci tzv. Krátké Dlouhé (ve foyer divadla) tragigroteskní hříčku T. Boučkové Sodoma komora s živým klavírním doprovodem Ondřeje Rychlého a E. Hacurovou v hl. roli.
Během existence DvD připravila několik scénických, resp. inscenovaných čtení, jako byly Villqistovy aktovky Kostka sádla s bakaliemi/Bez kyslíku (2002), meditativní večer z díla sv. Jana z Kříže s madrigaly V. Franze Zářící noc (2005), Havlovu absurdní hříčku Ela, Hela a stop (2009) či Vůjtkovu hru o Josefě Slánské S nadějí i bez ní (s Danielou Kolářovou, J. Lábusem a Pavlem Batěkem). Několikrát se také ujala režie jednorázových představení, rozličných bilančních večerů či plesů, pořádaných pro přátele a spolupracovníky Divadla v Dlouhé, jako byly: Best of Dlouhá (2002), Long Dry Drink (2003), Silvestrovský večer k 15. výročí divadla nebo 20 let marnivosti a pitvoření (2016); podílela se též na scénáři a režii udílení cen Div. novin Událost sezóny (2004), Cen A. Radoka (2012) či na vzniku Večera k nedožitým šedesátinám Jana Borny (2020).
Nejčastějšími spolupracovníky H.B. vedle Š. Otčenáška byli např. herci: M. Hanuš, T. Turek, J. Wohanka, K. Sedláčková-Oltová, M. Táborský, J. Vondráček, H. Dvořáková, M. Matejka, Vlastimil Zavřel, J. Mazák, V. Skála, P. Tesař, N. Vicenová, I. Ondříček, J. Pokorná, I. Svobodová, M. Zimová, P. Štěpán, Ivana Vaňková, M. König, M. Němec, M. Isteník, E. Hacurová, A. Antalová, M. Poulová, Veronika Lazorčáková, K. Roden, Pavel Rímský, Nela Boudová, D. Prachař aj.
Scéničtí a kostýmními výtvarníci: D. Marek, K. Glogr, H.Fischerová, S. Maleh, M. Černý, T. Rusín, Z. Štefunková-Rusínová, Kateřina Štefková, Petr Dosoudil, Milan David. Light-design a projekce: Filip Wiesner.
Hudební skladatelé: P. Skoumal, J. Vondráček, V. Franz, P. Hromádka a Ivan Acher. Burešová si také mnohokrát dělala scénickou hudbu výběrem sama (ve spolupráci se zvukaři), často za pomoci hudebního poradce Ivana Žáčka. K choreografii tanců nejčastěji zvala Janu Vašákovou-Hanušovou, Martina Packa, Hanu Charvátovou-Halberstadt, k bitkám a soubojům Josefa Juráska či klaunériím Jiřího Reidingera.
Divadelní režie
1982 Anatol Stern: Výrobce bomb aneb Útěk srdce. Klub v Řeznické
1982 Antonín Přidal: Pěnkava s Loutnou. Klub v Řeznické
1983 Hana Burešová: Hra lidová. DISK
1983 Ludwig Holberg: Jeppe z Kopečku. Klub v Řeznické
1984 August Strindberg: Slečna Julie. Klub v Řeznické
1986 Christian Dietrich Grabbe: Žert, satira, ironie a hlubší význam. Klub v Řeznické
1987 Jiří Šotola: Možná je na střeše kůň. Divadlo Jaroslava Průchy Kladno – Mladá Boleslav
1987 Karol Horák: My tě tu písničku naučíme (Medzivojnový muž). Činoherní studio Ústí nad Labem.
1988 Michael Frayn: Bez roucha. Divadlo Jaroslava Průchy Kladno – Mladá Boleslav
1988 Josef Kainar: Ubu se vrací. Viola (později Klub v Řeznické)
1989 Friedrich Dürrenmatt: Play Strindberg. Divadlo Jaroslava Průchy Kladno – Mladá Boleslav
1989 Florimond Hervé — Henri Meilhac — Albert Millaud: Mam’zelle Nitouche. Divadlo Jaroslava Průchy Kladno – Mladá Boleslav
1990 František Vodseďálek: Mojžíš. Středočeské divadlo Kladno a Mladá Boleslav
1990 George Bernard Shaw: Člověk nikdy neví. Středočeské divadlo Kladno a Mladá Boleslav
1991 Jaroslav Žák — Hana Burešová: Škola základ života. Středočeské divadlo Kladno a Mladá Boleslav
1992 Pierre de Beaumarchais — Gioacchino Rossini — Hana Burešová. Lazebník sevillský. Středočeské divadlo Kladno a Mladá Boleslav
1992 Christian Dietrich Grabbe: Don Juan a Faust. Studio Labyrint
1992 Pierre de Beaumarchais — Gioacchino Rossini — Hana Burešová: Lazebník sevillský. Labyrint
1992 František Ferdinand Šamberk: Boucharón / Já mám příjem! Labyrint
1993 Thomas Stearns Eliot: Vražda v katedrále. Labyrint
1994 Jaroslav Žák — Hana Burešová: Škola základ života. Labyrint
1995 Pedro Calderón de la Barca: Zázračný mág. Národní divadlo
1995 Giuseppe Verdi — Francesco M. Piave: Rigoletto. Národní divadlo (opera)
1996 Molière — Hana Burešová — Štěpán Otčenášek: Létavý lékař aneb Proměny Harlekýnovy. Divadlo Na zábradlí
1996 Jaroslav Žák — Hana Burešová: Škola základ života. Divadlo v Dlouhé
1997 Christian Dietrich Grabbe: Don Juan a Faust. Divadlo v Dlouhé
1997 Molière — Hana Burešová — Štěpán Otčenášek: Létavý lékař aneb Proměny Harlekýnovy. Divadlo v Dlouhé
1997 Josef Topol: Konec masopustu. Divadlo v Dlouhé
1997 Vincenzo Righini — Nunziato Porta: Kamenný host aneb Prostopášník. 2. roč. KALD DAMU, v Dejvickém divadle.
1998 Fernand Crommelynck: Velkolepý paroháč. Divadlo v Dlouhé
1998 Eugène Labiche — Marc Michel: Sýr, sýr! Aneb Lov na havrany. Divadlo v Dlouhé
1999 Johann Nepomuk Nestroy: Opice a ženich. Divadlo v Dlouhé
2000 Frank Marcus: Jak vraždili sestru Charlie. Divadlo Ungelt
2000 Hana Burešová — Štěpán Otčenášek — Jan Vedral: Obrazy z Francouzské revoluce. Divadlo v Dlouhé
2001 Terry Pratchett — Stephen Briggs: Soudné sestry. Divadlo v Dlouhé*
2001 Václav Havel: Prosjačka opera. Kazalište Marina Držića, Dubrovník, Chorvatsko
2002 Fjodor Michajlovič Dostojevskij — Albert Camus: Běsi. Divadlo v Dlouhé*
2002 Ingmar Villqist: Kostka sádla s bakaliemi / Bez kyslíku. Divadlo v Dlouhé, 9. 12. 2002 DvD v Eliadově knihovně Divadla Na zábradlí.
2003 Friedrich Dürrenmatt: Play Strindberg. Divadlo Ungelt
2003 Samuel Könniggratz [=René Levínský]: Ještě žiju s věšákem, čepicí a plácačkou. Divadlo v Dlouhé ve Švandově divadle
2003 Vincenzo Righini — Nunziato Porta: Kamenný host aneb Prostopášník. Městské divadlo Brno
2004 Joe Penhall: Láska a porozumění. Divadlo Ungelt
2004 George Tabori: Goldbergovské variace. Divadlo v Dlouhé
2004 William Shakespeare: Macbeth. Divadlo na Vinohradech
2005 Carlo Goldoni: Lhář. Divadlo v Dlouhé*
2005 Pedro Calderón de la Barca. Znamení kříže. Městské divadlo Brno*
2005 Juan de la Cruz – Hana Burešová. Zářící noc. Divadlo v Dlouhé (Scénické čtení).
2006 Terry Pratchett-Stephen Briggs-Hana Burešová-Štěpán Otčenášek: Maškaráda čili Fantom opery. Divadlo v Dlouhé*
2006 Heinrich von Kleist: Amfitryon. Městské divadlo Brno
2007 Seneca: Faidra. Divadlo v Dlouhé*
2007 Dmitrij Sergejevič Merežkovskij: Smrt Pavla I. Městské divadlo Brno*
2008 Pierre de Marivaux: Experiment. Divadlo v Dlouhé
2008 Alexandre Dumas - Hana Burešová -Štěpán Otčenášek: Tři mušketýři. Městské divadlo Brno
2008 Kateřina Rudčenková: Niekur. Divadlo Ungelt
2009 Pedro Calderón de la Barca: Lékař své cti. Divadlo v Dlouhé*
2009 Thomas Bernhard: Síla zvyku. Městské divadlo Brno
2009 Václav Havel: Ela, Hela a stop. Divadlo v Dlouhé (scénické čtení)
2010 Georges Feydeau: Dáváme děťátku klystýr / „Kašlu na to!“, řekla Hortensie. Divadlo v Dlouhé
2010 Tomáš Vůjtek: S nadějí i bez ní. Národní divadlo - Nová scéna, později DvD (scénické čtení)
2010 Jaroslav Žák — Hana Burešová: Škola základ života. Městské divadlo Brno*
2011 Paul Claudel: Polední úděl. Divadlo v Dlouhé
2011 František Vodseďálek: Mojžíš. Městské divadlo Brno
2012 Alexandre Dumas - Hana Burešová - Štěpán Otčenášek: Tři mušketýři. Divadlo v Dlouhé
2012 Seneca: Faidra. Městské divadlo Brno
2012 Molière: Pán z Prasečkova. Národní divadlo
2013 Michel de Ghelderode: Slečna Jairová. Divadlo v Dlouhé
2013 Martin Walser: Všemocný pan Krott. Městské divadlo Brno
2014 William Shakespeare: Mnoho povyku pro nic. Divadlo v Dlouhé
2014 Nikolaj Vasiljevič Gogol: Mrtvé duše. Městské divadlo Brno*
2014 Hana Burešová – Štěpán Otčenášek: Případ Radok. Divadlo Archa
2015 Ladislav Klíma: Lidská tragikomedie. Divadlo v Dlouhé*
2016 Ivan Alexandrovič Gončarov - Hana Burešová -Štěpán Otčenášek: Oblomov. Divadlo v Dlouhé
2016 Friedrich Dürrenmatt: Frank V. Městské divadlo Brno
2017 Alois Jirásek: Lucerna. Divadlo v Dlouhé
2017 René Levínský: Dotkni se vesmíru a pokračuj. Městské divadlo Brno
2018 Sofoklés: Élektra. Divadlo v Dlouhé
2019 Jan Otčenášek – Hana Burešová – Štěpán Otčenášek: Romeo, Julie a tma. Divadlo v Dlouhé
2019 Václav Havel: Žebrácká opera. Městské divadlo Brno
2020 Michael Frayn. Bez roucha. Divadlo v Dlouhé
2021 Julien Green: Zítřek se nekoná. Divadlo v Dlouhé
2023 Tereza Boučková: Sodoma komora. Divadlo v Dlouhé
* Záznam inscenace natočila Česká televize. 
Režie rozhlasových inscenací (Český rozhlas 3 – Vltava)
1996 Thomas Stearns Eliot: Vražda v katedrále (ve spolupráci s režisérkou Hanou Kofránkovou)
1999 Josef Kainar: Ubu se vrací
2006 Molière: Tartuffe
2011 Seneca: Faidra
2013 Václav Havel: Ela, Hela a stop
2018 Sofoklés: Élektra

Divadelní scénáře, dramatizace a významnější adaptace
Hra lidová
Lazebník sevillský
Škola základ života
Létavý lékař aneb Proměny Harlekýnovy (se Š.O.)
Obrazy z Francouzské revoluce (se Š.O. a Janem Vedralem)
Tři mušketýři (se Š.O.)
Mrtvé duše (se Š.O.)
Oblomov (se Š.O.)
Romeo, Julie a tma (se Š.O.)
Žert, satira, ironie a hlubší význam (se Š.O. a Lumírem Tučkem)
Bez roucha
Mojžíš
Běsi (se Š.O.)
Soudné sestry (podle T. Pratchetta a S. Briggse, se Š. O.)
Lhář (se Š.O.)
Maškaráda čili Fantom opery (podle T. Pratchetta a S. Briggse, se Š. O.)
Případ Radok (se Š.O.)

Překlad
Élektra (podle filologického překladu A. Sarkissian)

Pedagogická činnost
1997 externí vyučující na pražské DAMU (katedra alternativního a loutkářského divadla)
2011-2016 externí vyučující na pražské DAMU (katedra činohry)

Ocenění
Cena Českého literárního fondu za r. 1992 (Lazebník sevillský)
Cena Alfréda Radoka za nejlepší divadelní inscenaci roku 1992 (Don Juan a Faust)
Cena Alfréda Radoka za nejlepší divadelní inscenaci roku 2007 (Smrt Pavla I.)
Cena Alfréda Radoka za nejlepší divadelní inscenaci roku 2011 (Polední úděl)
Cena Společnosti pro vědy a umění (za přínos české kultuře) v r. 2011
Cena divadelní kritiky za nejlepší inscenaci roku 2017 (Lucerna)
Cena Génius smíchu (udělená na GRAND Festivalu smíchu v Pardubicích) 2019
Cena za režii (Dotkni se vesmíru a pokračuj) - GRAND Festival smíchu, 2019
Cena ministra kultury (za přínos v oblasti divadla) v r. 2021